# 1848 au Nouveau-Brunswick
Chronologie du Nouveau-Brunswick
- 1844
- 1845
- 1846
- 1847
- 1848
- 1849
- 1850
- 1851
- 1852

Cette page concerne des événements survenus en 1848 dans la colonie du Nouveau-Brunswick.

## Événements
- Ouverture du Cimetière Fernhill.
- William Street succède à John Richard Partelow au poste du maire de Saint-Jean.
- 11 avril : Edmund Walker Head succède à William MacBean George Colebrooke comme lieutenant-gouverneur du Nouveau-Brunswick.

## Naissances
- 29 juillet : Léon Léger, architecte.